# Stadtcasino (Bâle)
Le Stadtcasino de Bâle est une salle de concert située dans la ville suisse de Bâle. 
Le bâtiment est situé au centre du quartier du Grand-Bâle, sur la Barfüsserplatz. La plus grande salle, la Musiksaal, datant de 1876 et pouvant accueillir 1500 personnes, est réputée internationalement pour son excellente acoustique et est la base d'attache de l'orchestre symphonique de Bâle. L'orchestre de chambre de Bâle organise également ses concerts symphoniques dans cette salle.

## Histoire
Les débuts du Stadtcasino remontent à 1808, lorsque la Société générale de lecture de Bâle loua l'actuel Reinacherhof pour y organiser des réunions de discussion et de jeu. Avec l'augmentation rapide du nombre de membres, la Commission provisoire pour la construction d'une maison de société a été formée en 1820 dans le cadre de la Fête suisse de la musique à Bâle, et a chargé le jeune architecte Melchior Berri de planifier la construction. En 1822, les travaux de construction commencèrent sur un terrain situé au centre-ville, près de la Barfüsserplatz. 

La Société du Casino de Bâle a été officiellement fondée le 16 février 1824. Le Stadtcasino a été mis en service en 1826. La grande salle de concert, qui est la principale raison de l'importance actuelle du Stadtcasino, ne faisait pas partie du bâtiment Berri, mais lui a été ajoutée en 1876. L'architecte de la salle de concert était Johann Jakob Stehlin. La ligne de construction du Stadtcasino correspondait au mur intérieur de la ville, démoli en 1821, et le passage étroit d'origine entre la Steinenvorstadt et la Barfüsserplatz remplaçait l'Eselstürlein.

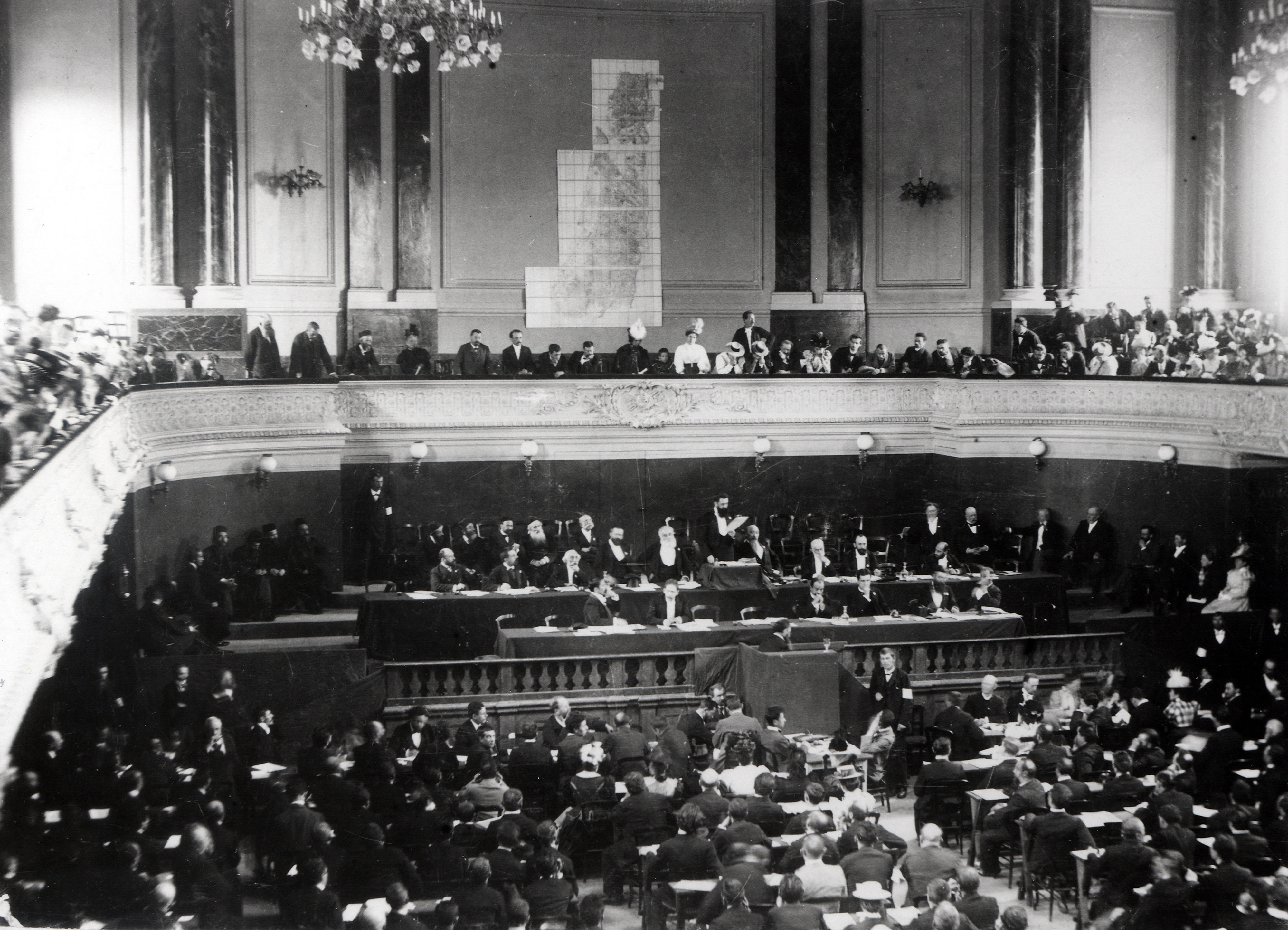
Theodor Herzl pendant le premier congrès sioniste en 1897 dans la salle principale du Stadtcasino.

En 1897, le premier congrès sioniste mondial s'est tenu dans la salle de musique sous la direction de Theodor Herzl. C'est là qu'Herzl a parfois rédigé et annoncé son « programme de Bâle », dans lequel il esquissait les jalons politiques pour la création d'un État juif. Jusqu'à la création de l'État d'Israël en 1948, le congrès s'est tenu dix fois au total dans les locaux bâlois, soit plus que dans toute autre ville ou local au monde.
Une rénovation complète du casino municipal a été effectuée en 1976. Dans les années 2000, le bâtiment n'étant plus en mesure de répondre aux exigences futures à divers égards, la société du casino a lancé un concours pour un nouveau projet de construction entre 2000 et 2007, qui a été remporté par la star de l'architecture anglo-irakienne Zaha Hadid. Alors que le projet était largement soutenu par les milieux politiques et culturels et qu'une grande partie du financement était couverte par des dons privés, il a été rejeté lors de la votation populaire du 17 juin 2007. Une étude ultérieure du comportement de vote a révélé que de nombreux opposants reconnaissaient la qualité architecturale du projet. La raison principale de leur refus était le cube de construction fortement agrandi par rapport au bâtiment existant, qui rendait le projet trop dominant sur la Barfüsserplatz. De 2016 à 2020, le bâtiment a été transformé et agrandi selon les plans du bureau d'architectes bâlois Herzog & de Meuron.